# Horatio Torromé
Horatio Tertuliano Torromé (Rio de Janeiro, 1861 – Londra, 16 settembre 1920) è stato un pattinatore artistico su ghiaccio britannico.
Ai Giochi olimpici estivi di Londra 1908 rappresentò l'Argentina e finora è stato l'unico pattinatore olimpico di tale paese, fino al 1988 dell'America Latina e fino al 2014 del Sud America. 

## Biografia
Torromé nacque a Rio de Janeiro dal padre argentino Francisco e madre brasiliana, ma non molto tempo dopo la sua nascita emigrò con la famiglia a Londra, dove iniziò a pattinare sul ghiaccio del Prince's Skating Club a Knightsbridge, Londra.
Torromé partecipò Campionati mondiali di pattinaggio di figura del 1902, dove si classificò all'ultimo posto su quattro concorrenti. Nel 1905 e nel 1906 arrivò primo ai Campionati britannici di pattinaggio di figura.
Grazie a questi risultati, Torromé si qualificò per rappresentare la Gran Bretagna alle Olimpiadi estive di Londra del 1908, in cui venne prevista per la prima volta una settimana dedicata agli sport invernali da disputare nel mese di ottobre; il pattinatore però decise di competere in rappresentanza dell'Argentina, paese natale di suo padre: divenne così l'unico rappresentante dell'Argentina alle Olimpiadi estive di Londra del 1908 e fino ad oggi è stato l'unico pattinatore olimpico argentino. 
Nella gara individuale maschile ottenne 1144,5 punti, classificandosi all'ultimo posto tra i sette pattinatori che terminarono la competizione. Torromé servì anche come giudice per la gara a coppie negli stessi Giochi, incarico che svolse anche nei Campionati mondiali di pattinaggio di figura del 1912 a Manchester.
Dal 1881 Horatio divenne un socio dell'attività commerciale di importazione di caffè e tè di suo padre Francisco a Laurence Pountney Lane, a Candlewick (Londra); suo padre si ritirò dagli affari nel 1903 e lasciò l'attività in gestione ad Horatio e suo fratello Franco. Come il padre, Horatio era anche noto per essere un artista.
Horatio Torromé morì all'età di 59 anni a Willesden, Londra.